# Power Rangers: Cosmic Fury
Power Rangers Cosmic Fury ou Fúria Cósmica (na tradução livre) é a trigésima temporada de Power Rangers e a última temporada de Dino Fury. Parte da comemoração do 30° aniversário da franquia, a série estreou em 29 de setembro de 2023.

## Anúncio
Em 30 de agosto, no aniversário da franquia, foi revelado o nome da temporada e que seria uma continuação de Dino Fury. No dia 30 de setembro de 2022, durante o evento Hasbro Pulse Con 2022, Simon Bennett (produtor executivo de Power Rangers Dino Fury) revelou os uniformes originais, com detalhes parecidos com os de Dino Fury. Também foi confirmado que o vilão principal seria Lord Zedd de Mighty Morphin Power Rangers.

## Sinopse
Quando Lord Zedd retorna mais poderoso do que nunca, a Equipe Cosmic Fury parte para os cosmos para lutar contra o imperador do mal e salvar o universo que conhecemos.

## Elenco
| Ator / Atriz | Ator / Atriz   | Personagem             | Dublador(a) | Denominação                 |
| ------------ | -------------- | ---------------------- | ----------- | --------------------------- |
|              | Hunter Deno    | Amelia Jones           |             | Ranger Cosmic Fury Vermelha |
|              | Kai Moya       | Ollie Akana            |             | Ranger Cosmic Fury Azul     |
|              | Russel Curry   | Zayto                  |             | Ranger Cosmic Fury Zenith   |
|              | Jordon Fite    | Aiyon                  |             | Ranger Cosmic Fury Dourado  |
|              | Chance Perez   | Javier "Javi" Garcia   |             | Ranger Cosmic Fury Preto    |
|              | Tessa Rao      | Isabella "Izzy" Garcia |             | Ranger Cosmic Fury Verde    |
|              | Jacqueline Joe | Fern                   |             | Ranger Cosmic Fury Laranja  |

### Participação
| Ator/ Atriz | Ator/ Atriz | Personagem | Dublador(a) | Denominação                |
| ----------- | ----------- | ---------- | ----------- | -------------------------- |
|             | Ryan Carter | Heckyl     |             | Dino Charge Ranger Sombrio |

### Aliados
| Ator/Atriz | Ator/Atriz        | Personagem      |
| ---------- | ----------------- | --------------- |
|            | David Yost        | Billy Craston   |
|            | Shavaughn Ruakere | Dra. Lani Akana |
|            | Victoria Abbott   | J-Borg          |
|            | Kira Josephson    | Jane Fairview   |
|            | Kelson Henderson  | Mick Kanic      |
|            | Josephine Davison | Solon           |
|            | Jared Turner      | Tarrick         |

### Vilões
| Personagem |
| ---------- |
| Lord Zedd  |
| Snoutia    |
| Jozotic    |

## Megazords
| Zords | Zords                 |
| ----- | --------------------- |
|       | Cosmic Lion Zord      |
|       | Cosmic Shark Zord     |
|       | Cosmic Chamaleon Zord |
|       | Cosmic Wolf Zord      |
|       | Cosmic Bull Zord      |
|       | Cosmic Scorpion Zord  |

## Curiosidades
- Cosmic Fury usa algumas imagens de Uchu Sentai Kyuranger, enquanto usa capacetes modificados herdados de Kishiryu Sentai Ryusoulger, com elementos de adereços sendo reciclados de Doubutsu Sentai Zyuohger e Kaitou Sentai Lupiranger VS Keisatsu Sentai Patranger.
- É uma temporada que não tem fillers, ou seja todos os episódios são conectados.
- Os uniformes são originais.
- Cosmic Fury é a primeira a ter uma ranger vermelha na temporada inteira, sendo também a líder.
  - É a terceira ranger vermelha aparecendo na serie de TV e a sétima no universo de Power Rangers. São elas: HQs - Rhian (Squadron), Grace Sterling (equipe de 69), Trini Kwan (Ômega), Britt (equipe da Kimberly); Serie de TV- Charlie (SPD), Lauren Shiba (Samurai) e Amelia Jones (Cosmic Fury).
- É também a primeira temporada da série com uma ranger laranja.
- Cosmic Fury é a última temporada ambientada na continuidade original estabelecida por Mighty Morphin Power Rangers.